# Margaret Nixon
Margaret Nixon var en brittisk socialarbetare. Hon var 'Welfare Inspector for the Palestine Government' i det Brittiska Palestinamandatet.
Hon spelade en pionjärroll i Palestina och Mellanöstern genom sitt arbete för då moderna sociala system inom den allmänna sociala infrastrukturen, som britterna försökte introducera och reglera under sin tid i Palestina. Hon tilldelades särskilt ansvaret för kvinnor och barn. Hon företog och publicerade ett flertal uppmärksammade undersökningar, om bland annat fängelsesystemet och slaveriet, som ledde till åtgärder från britternas sida. 
Det var Nixon som i samarbete med polisen på uppdrag av britterna utförde en undersökning av förekomsten av slaveri av flickor i Palestinamandatet (omfattande både Palestina och Jordanien) och kunde visa att de officiellt före detta slavarna i området fortfarande behandlades som slavar av sina arabiska ägare och sålde sina döttrar som hembiträden till rika arabiska familjer, och att det år 1931 fanns omkring 300 sådana flickor; hennes rapport resulterade i införandet av 1933 Employment of Girls Ordinance.
1935 publicerade hon en rapport om kvinnor och flickor i fängelsesystemet i Palestina, som resulterade i att detta reformerades enligt brittiska principer. 
Hon adlades och mottog titeln Dame för sitt arbete. 